# Zavditu
Askála Márijam Zavdítu (tudi Zauditu, Zaoditu, Zevditu, amharsko ዘውዲቱ), etiopska nigiste negasti (amharsko kraljica kraljev, vladajoča cesarica) (od 1916 do smrti), * 29. april 1876, † 2. april 1930, Adis Abeba, Etiopija.
Zavditu je bila znana po oporekanju spremembam svojega bratranca Tafarija Makonena, kasnejšega neguša negastija Haileja Selassieja I. in po svoji globoki religioznosti. »Zavditu« pomeni Judita.

## Mladost
Zavditu je bila najmlajša hči neguša negastija Menelika II. Šoanskega. Njena mati Vojzero (gospa) Abeči Bajan je bila šoanska plemkinja. Zavditu se je rodila kmalu po tem, ko je njen oče spektakularno pobegnil iz ujetništva v Magdali. Mati Abeči je umrla, ko je bila Zavditu še zelo mlada, tako da jo je pretežno vzgajal njen oče. Menelik se je kasneje leta 1883 poročil z itego Taitu Betul in s cesarico nista imela otrok. Zavditu je imela starejšo polsestro Vojzero Šoo Regado Menelikovo (1867-1897), mater alga vorača Lidža Jasuja Menelika Mihaela, njegovega morebitnega prestolonaslednika, starejšega polbrata abeta-hoja (princa) Asfava Vosena Menelika, rojen 1873, umrl v zgodnjem otroštvu leta 1888, polbrata Lidža Menelika. Njen spačen mlajši polbrat, rojen 1882 ni preživel. Najbliže je bila Meneliku prav Zavditu in dobro se je razumela tudi s krušno materjo cesarico Taitu.
26. oktobra 1882 se je Zavditu v Borumedi poročila z rasom Areom Selassiejem Johanesom, drugim sinom in naslednikom hatseja Johanesa IV. Poroka je bila politična, za katero so se dogovorili, ko se je Menelik strinjal z uklonitvijo Johanesovemu vladanju. Johanes in Menelik sta kasneje spet prišla v spor, in Menelik se je uprl Johanesovemu vladanju. Zavditu v tem zakonu ni imela otrok, njen mož pa je imel sina z drugo žensko. Ko je njen mož leta 1888 umrl, se je vrnila na očetov dvor. Navkljub sovražnostim med Menelikom in Johanesom je Zavditu vseskozi ohranjala dobre odnose z obema.
28. januarja 1891 se je v Entotu na novo poročila z dedžasmačem in vagšumom Gvangulom Zegejem, s katerim je imela hčer, ki je umrla novembra 1895 v starosti štirih let.
Leta 1894 se je poročila v tretje z dedžasmačem Vubejem Atnafom Segadom in ločila leta 1900.
Aprila 1900 se je v Adis Abebi še četrtič poročila z rasom Gugso Velejem. Gugsa Vele je bil sin rasa Veleja Bitula, brata cesarice Taitu. Poroka z nečakom krušne matere je še utrdila njune medsebojne vezi. Njen zakon z Gugso Velejem je bil z razliko od predhodnih srečen. Vendar je tudi njuna hči, rojena leta 1906, umrla.

## Vzpon
Menelik je v tem času zmagoval in širil ozemlje kraljevine Šoe, Johanes IV. pa se je branil pred sudanskimi mahdisti. Ti so z italijansko in britansko podporo začeli nov napad proti Etiopiji. V bitki pri Metemi leta 1889 je Johanes IV. padel. Novi hatse je na podlagi njegove oporoke postal Menelik II 3. novembra 1889. Leta 1909 so za Menelikovega naslednika imenovali njegovega vnuka Lidža Jasuja. Po Menelikovi smrti leta 1913 sta nekaj časa vladala vdova Taitu in Jasu. Jasu je menil, da bi lahko Zavditu nemesto njega zavladala. Zaradi tega jo je skupaj z možem izgnal na deželo.
Jasuja so uradno proglasili za cesarja Jasuja V., vendar so se kmalu začele težave. V kritičnem obdobju pred izbruhom 1. svetovne vojne se je nagibal na stran Nemčije, Avstro-Ogrske in Turčije. Če bi te sile izgubile vojno z Britanci, Francozi in Italijani, bi Etiopijo dokončno razdelili. Zaradi takšne nevarne politike je izbruhnil vsesplošen upor. Jasu je nasprotoval tudi plemstvu zaradi njenih različnih dejavnosti. Poleg tega ga je imela cerkev na sumu, da je bil naklonjen muslimanom. Tako ga nikoli niso uradno okronali. Po nekaj težavnih letih so ga odstranili z oblasti. V prestolnico so pozvali Zavditu. 27. septembra 1916 sta državni zbor in etiopska tevahedska pravoslavna cerkev uradno odstavila Jasuja. Zavditu je postala nigiste negasti, prva in edina  kraljica kraljev v zgodovini Etiopije.
V začetku Zavditu ni smela vladati. Namesto nje so za regenta postavili Rasa Tafarija Makonena. Očetu vdani general Fitavrari Hapte Giorgis Dinagde je postal vrhovni poveljnik vojske. Rasa Tafarija so tudi proglasili za njenega naslednika, saj nobena od njenih dveh hčera ni preživela otroštva. Leta 1928 je neuspel poskus odstavitve Rasa Tafarija z oblasti in Zavditu so prisilili, da je prepustila krono njemu.

## Vladanje

### Politično spletkarjenje
V splošnem je nazadnjaško etiopsko plemstvo podpiralo Zavditu. Manj je bilo navdušeno nad mnogimi njenimi sorodniki. Njena krušna mati in teta njenega moža vdova Taitu se je po Menelikovi smrti sicer umaknila iz prestolnice, vendar ji še vedno niso zaupali zaradi njenega, še od prej znanega nepotizma. Da bi zajezilo njen vpliv, je plemstvo poslalo njenega nečaka, Zavditinega moža Gugso Veleja, za guvernerja daleč stran in je zapustil dvor. Čeprav je bila ta poteza namenjena Taitu in ne Zavditu, se je Zavditu razjezila. Imela je tudi slabo vest, ker je prevzela oblast Lidža Jasuja, saj je oče želel, da bi ga nasledil on. Verjela je, da je bila odstavitev Jasuja nujna, ker pa je zelo spoštovala svojega očeta, je bila zaradi tega nesrečna. Ločitev od moža in njena krivda zaradi Jasujevega strmoglavljenja sta ji kot cesarici grenila življenje. Sčasoma se je oddaljila od državniških dolžnosti in se umikala v svet postov in molitev. Tafari Makonen pa je na dvoru pridobival na moči in vplivu.

### Vojna proti Lidžu Jasuju
Zgodnje obdobje Zavditinega vladanja je označila vojna proti Lidžu Jasuju, ki je ušel iz ujetništva. S pomočjo svojega očeta neguša Mihaela Vološkega, močnega vodje s severa, je Li Jasu hotel ponovno priti do krone. Njegovega očeta so na koncu ujeli, Jasu pa je pobegnil v pokrajino Afar na sever države. Kasneje ga je ujel dedžasmač Gugsa Araja, sin Zavditinega prvega moža z drugo žensko. Arajeva nekdanja krušna mati mu je zaradi tega podarila naziv rasa. Poleg tega so mu ponudili roko princese Ješaševork Jilme, nečakinje Tafarija Makonena.

### Vzpon Rasa Tafarija Makonena
Vrzel med Zavditu in njenim naslednikom se je vse bolj večala. Tafari je hotel vpeljati spremembe in verjel, da se mora Etiopija odpreti svetu, če želi preživeti. V njegovih prizadevanjih ga je podpiralo mnogo mladih plemičev. Zavditu je bila nazadnjaška in je verjela v ohranitev etiopske tradicije. Pri tem ji je bila v močno oporo cerkev. Vse bolj je prepuščala vladanje Tafariju. Pod Tafarijevim vodstvom je Etiopija leta 1923 vstopila v Društvo narodov in ukinila suženjstvo. Zavditu je bila zaposlena z verskimi dejavnostmi, kot je na primer gradnja številnih pomembnih cerkva.
Leta 1928 so se Tafarijevim prenovitvam neuspešno uprli in Zavditu mu je bila primorana prepuščati oblast. Večkrat so ga poskušali odpustiti, vendar zmeraj neuspešno. Leta 1930 je Gugsa Vele vodil upor proti njemu, vendar ga je posodobljena etiopska vojska 28. februarja v bitki pri Ankimu premagala.

## Smrt in nasledstvo
Dva dni po Gugsa Velejevi smrti v bitki je cesarica Zavditu umrla. Danes vemo, da je bolehala za sladkorno beleznijo in, da je bila zelo bolna. V splošnem pa ne soglašajo ali je bolezen povzročila njeno smrt. Po nekaterih virih je umrla zaradi šoka in žalosti zaradi moževe smrti, drugi pa temu nasprotujejo, češ, da je pred njeno nenadno smrtjo niso obvestili o izidu bitke. Veliko je bilo tudi namigovanj, da so jo njen naslednik Haile Selassie in njegovi podporniki preprosto zastrupili. Polemike o tem trajajo še danes. 
Neguša Rasa Tafarija Makonena so na Makedinem prestolu kot Haileja Selassieja I. okronali 2. novembra 1930.